# Sestyrini
Los sestirinos (Sestyrini) son una tribu de coleópteros polífagos crisomeloideos de la familia Cerambycidae.

## Géneros
Tiene los siguientes géneros: 
- Collyrodes Pascoe, 1859
- Sestyra Pascoe, 1866